# クーヨンガ
クーヨンガ（Kooyonga）は、アイルランドの競走馬、繁殖牝馬。1991年の3歳時にアイリッシュ1000ギニー（G1）とコロネーションステークス（G1）に勝利、カルティエ賞最優秀3歳牝馬に選出された。

## 経歴

### 出自
アイルランドのキルデア県メイヌース近郊にある、シーン・コリンズの持つオーヴィッズタウン牧場で生まれたサラブレッドの牝馬である。父ペルシアンボールドは、1977年にリッチモンドステークスで優勝した競走馬で、種牡馬としてもファルコンフライト（オカール賞）、ペルシャハイツ（セントジェームズパレスステークス）、ボールドロシアン（セレブレーションマイル）などを出して成功していた。母アンジュリーは未出走馬で、2000ギニー勝ち馬ローランドガーデンの半姉にあたる血統であった。
クーヨンガはミース県アシュボーンのマイケル・カウンツェ調教師に預けられて調教を受けた。クーヨンガという名前は南オーストラリア州ゴルフクラブの名前に由来してつけられた。

### 2歳時（1990年）
クーヨンガは8月のゴーランパーク競馬場の未勝利戦でデビューし、3馬身差で初勝利を手にした。 それから4週間後に出走したシルバーフラッシュステークス（L・フェニックスパーク）においては1番人気であったアフリカンダンスという馬をアタマ差抑えて勝利している。
10月には高額賞金競走であるカルティエミリオン（LR・フェニックスパーク）に出走、リンカダスに次ぐ2着となった。年内最終戦はレパーズタウンステークス（G3）で4馬身差をつけて優勝、初の重賞勝ちを収めた。

### 3歳時（1991年）
3歳シーズンの初戦はレパーズタウン1000ギニートライアルステークス（L）から始動して勝利、その後ニューマーケット競馬場に送られて1000ギニーステークス（G1）に出走、レスター・ピゴット鞍上のもとシャダイードの2馬身差2着に食い込んだ。
その後クーヨンガはアイリッシュ1000ギニー（G1・カラ）に登録された。この競走では前走で手綱を握ったピゴットがヴィンセント・オブライエン厩舎のルアドーロを選択したため、クーヨンガは新たにウォーレン・オコナー騎手を迎えて出走、単勝オッズ5倍の支持のもと、2着馬ジュリーラルースに3馬身差をつけて優勝、初のG1勝ちを収めた。この競走後、クーヨンガは日本のオーナーブリーダーである芳賀満男に120万ドルで繁殖牝馬の候補として購入された。
次に出走したアスコット競馬場でのコロネーションステークス（G1）では英1000ギニー以来のクーヨンガとシャダイードの再戦が行われた。オコナーはクーヨンガを先頭を行くグッシーマーロウの後ろにつけて進み、最後の直線で先頭にクーヨンガを先頭に押し出した。シャダイードもそこに果敢に詰め寄っていったが、クーヨンガは3/4馬身先にゴールに飛び込み、前走の借りを返して優勝した。
9月に入って、クーヨンガはメイトロンステークス（G3）に出走、2着馬ブルーデイジーに1馬身差をつけて勝利した。その後出走したクイーンエリザベス2世ステークス（G1・アスコット）にはライバルのシャダイードのみならず、ヘクタープロテクター、セルカーク、セカンドセットなどの強力な面子が揃っていた。クーヨンガはシャダイードの広報2番手につけてレースを進め、直線に向いてシャダイードを追い抜いて先頭に立ったが、最後の1ハロンでセルカークに1馬身半差追い抜かれて2着に敗れた。
同年の最後にはアメリカ合衆国に遠征、ブリーダーズカップ・マイル（G1・チャーチルダウンズ）に出走したが、この競走では14頭中の13着と大敗している。

### 4歳時（1992年）
これまでマイル戦が主戦場であったクーヨンガは、この年から距離10ハロンの中距離戦まで戦場を広げていった。クーヨンガの4歳シーズンの始動は6月からで、初戦のレパーズタウン競馬場でのグレンシャイアンステークス（L）において1番人気に支持されていたが5着に敗れている。次いで出走したプリンスオブウェールズステークス（G2）では1位入線したが、終盤に右によれてヤングバスター（3位入線）にぶつかったため3着に降着、2位入線のパーペンディキュラーが優勝馬となった。カウンツェはクーヨンガがヤングバスターを妨害したことを認めたが、「彼女は少し不運だった。彼女は明らかにこの日最高の馬だった」と付け加えた。
7月4日、クーヨンガはサンダウン競馬場のエクリプスステークス（G1）に出走した。この競走ではオペラハウス、アルカング、ゾーマン、テリモンなどの強豪が集まるなか、クーヨンガは単勝4.5倍の1番人気に支持されていた。不良馬場のなかスタートしたこの競走で、クーヨンガは道中を抑えて進めていったが、最後の1ハロンでオコナー曰く「彼女の好きなようにさせて」先頭を奪取、1馬身半差で優勝した。オコナーはアスコットでの騎乗が批判され、このため木馬で技術を鍛錬しており、「前2頭を追いかけてはいたが、ゴール前ではまだ少し余裕があった」と語っている。牝馬のエクリプスステークス優勝は1985年のペブルス以来のものであった。
クーヨンガは次にドイツへと遠征、8月のミュンヘン競馬場のバイエルンツフトレネン（G1）に出走、パーペンディキュラーと再戦となった。クーヨンガは先頭につけて1馬身ほどのリードを保って進めると、その差が縮まる前に「快適に」ゴール、2着ザーヒに3/4馬身差をつけて勝利した。3着にはパーペンディキュラーが入っている。その後ヨーク競馬場のインターナショナルステークス（G1）でも人気をとなったが、その走りは非常に悪く、最初からペースが全く上がらず、直線でオコナーによって停止され、最下位に終わった。その後、クーヨンガはレース中にフケ（発情）を迎えていたことが明らかになった。
本来はジャパンカップに出走する予定があったものの、インターナショナルの後のアイリッシュチャンピオンステークス（G1・レパーズタウン）でドクターデヴィアスとセントジョヴァイトに敗れ4着、また10月のレパーズタウンでの一般戦で2着と調子が戻らなかったため予定は白紙となった。

## 繁殖入り後
繁殖入り後、クーヨンガは4頭の勝ち上がり馬を出している。記録上の最後の仔は2000年に生まれている。

## 評価
1991年にカルティエ賞が創設されたが、クーヨンガはその初年度の、最優秀3歳牝馬として選出された。
国際クラシフィケーションにおいて、クーヨンガは1991年には123ポンドと評価され、これは同年のアイルランド馬で最高の評価であった。また1992年に122ポンドと評価され、これはアイルランド牝馬として最高値であった。

## 血統表
| クーヨンガの血統                         | クーヨンガの血統                      | クーヨンガの血統          | （血統表の出典）          | （血統表の出典） |
| 父系                                     | ボールドルーラー系                    | ボールドルーラー系        | ボールドルーラー系        | [ § 2 ]          |
| 父 Persian Bold アイルランド 黒鹿毛 1975 | 父の父Bold Lad アイルランド 鹿毛 1964 | Bold Ruler                | Nasrullah                 | Nasrullah        |
| 父 Persian Bold アイルランド 黒鹿毛 1975 | 父の父Bold Lad アイルランド 鹿毛 1964 | Bold Ruler                | Miss Disco                |                  |
| 父 Persian Bold アイルランド 黒鹿毛 1975 | 父の父Bold Lad アイルランド 鹿毛 1964 | Barn Pride                | Democratic                | Democratic       |
| 父 Persian Bold アイルランド 黒鹿毛 1975 | 父の父Bold Lad アイルランド 鹿毛 1964 | Barn Pride                | Fair Alycia               |                  |
| 父 Persian Bold アイルランド 黒鹿毛 1975 | 父の母Relkarunner イギリス 鹿毛 1968  | Relko                     | Tanerko                   | Tanerko          |
| 父 Persian Bold アイルランド 黒鹿毛 1975 | 父の母Relkarunner イギリス 鹿毛 1968  | Relko                     | Relance                   |                  |
| 父 Persian Bold アイルランド 黒鹿毛 1975 | 父の母Relkarunner イギリス 鹿毛 1968  | Running Blue              | Blue Peter                | Blue Peter       |
| 父 Persian Bold アイルランド 黒鹿毛 1975 | 父の母Relkarunner イギリス 鹿毛 1968  | Running Blue              | Run Honey                 |                  |
| 母 Anjuli アイルランド 栗毛 1978         | 母の父Northfields アメリカ 栗毛 1968  | Northern Dancer           | Nearctic                  | Nearctic         |
| 母 Anjuli アイルランド 栗毛 1978         | 母の父Northfields アメリカ 栗毛 1968  | Northern Dancer           | Natalma                   |                  |
| 母 Anjuli アイルランド 栗毛 1978         | 母の父Northfields アメリカ 栗毛 1968  | Little Hut                | Occupy                    | Occupy           |
| 母 Anjuli アイルランド 栗毛 1978         | 母の父Northfields アメリカ 栗毛 1968  | Little Hut                | Savage Beauty             |                  |
| 母 Anjuli アイルランド 栗毛 1978         | 母の母Katricia イギリス 栗毛 1968     | *スカイマスター           | Golden Cloud              | Golden Cloud     |
| 母 Anjuli アイルランド 栗毛 1978         | 母の母Katricia イギリス 栗毛 1968     | *スカイマスター           | Discipliner               |                  |
| 母 Anjuli アイルランド 栗毛 1978         | 母の母Katricia イギリス 栗毛 1968     | Anxious Call              | Whistler                  | Whistler         |
| 母 Anjuli アイルランド 栗毛 1978         | 母の母Katricia イギリス 栗毛 1968     | Anxious Call              | Julie                     |                  |
| 母系(F-No.)                              | (FN:19)                               | (FN:19)                   | (FN:19)                   | [ § 3 ]          |
| 5代内の近親交配                          | Denturius 5x5, Nearco 5x5             | Denturius 5x5, Nearco 5x5 | Denturius 5x5, Nearco 5x5 | [ § 4 ]          |
| 出典                                     | 1. 2. 3. 4.                           | 1. 2. 3. 4.               | 1. 2. 3. 4.               | 1. 2. 3. 4.      |